# Н’Дум, Бакар
Бакар Н’Дум (порт. Bacar N’Dum; 20 июня 2001) — борец вольного стиля, представляющий Гвинею-Бисау.

## Карьера
В мае 2022 года в марокканской Эль-Джадиде, одолев в финале Рами Бриниса из Алжира, стал чемпионом Африки. 
В августе 2022 года завоевал бронзовую медаль на Играх исламской солидарности в турецкой Конье. 
В мае 2023 года в финале чемпионата Африки в тунисском Хаммамете проиграл египтянину Амру Реде Хуссену, стал серебряным призёром. 
11 марта 2024 года в Аккре стал бронзовым призёром Африканских игр. Через несколько дней в Александрии одолев в финале Саада Бугерру из Алжира, стал чемпионом Африки. 
24 марта 2024 в Александрии на квалификационном турнире Африки и Океании ему удалось завоевать лицензию на Олимпийские игры в Париже.

## Достижения
- Игры исламской солидарности 2021 — ;
- Чемпионат Африки по борьбе 2022 — ;
- Чемпионат Африки по борьбе 2023 — ;
- Африканские игры 2023 — ;
- Чемпионат Африки по борьбе 2024 — ;